# Хафизов, Тимур Рамилевич
Тимур Рамилевич Хафизов (род. 20 июня 1998, Казань) — российский хоккеист, нападающий «Сочи».

## Клубная карьера
Начал заниматься хоккеем с пяти лет в школе казанского «Ак Барса», куда его привёл отец. Первые тренеры — Андрей Жаренков и Олег Яшин. В 2013 году перешёл в нижнекамский «Нефтехимик», а с 2015 года начал выступать в Молодёжной хоккейной лиге в составе «Реактора». 11 сентября 2015 года дебютировал в МХЛ в матче против «Снежных барсов» (1:7). Первую шайбу за «Реактор» забросил 26 сентября 2015 года в матче против «Авто» (6:2). Всего выступал в МХЛ до 2019 года, проведя 196 матчей и набрав 132 (49+83) очка.
С 2018 года начал привлекаться в команду Континентальной хоккейной лиги «Нефтехимик». Дебютировал в КХЛ 1 марта 2018 года в матче против магнитогорского «Металлурга» (2:3), проведя на площадке 50 секунд. Сезон 2018/19 провёл в составе команды Высшей хоккейной лиги ЦСК ВВС. Дебютировал в ВХЛ 6 сентября 2018 года в матче против «Лады» (2:4). Первую шайбу за ЦСК ВВС забросил 4 ноября 2018 года в матче против «Ермака» (4:1). В дебютном сезоне в ВХЛ провёл 37 матчей и набрал 12 (2+10) очков. За ЦСК ВВС выступал до 2021 года, проведя 53 матча и набрав 25 (7+18) очков. С сезона 2019/20 начал регулярно выступать за «Нефтехимик» в КХЛ, проведя 98 матчей и набрав 20 (11+9) очков.
6 декабря 2021 года в результате обмена на Эдуарда Гиматова перешёл в московский «Спартак». 14 июля 2022 года заключил с клубом новый двусторонний контракт на два года. Всего за «Спартак» провёл 11 матчей, набрав одно (0+1) очко, также выступал за фарм-клуб воскресенский «Химик» в ВХЛ, проведя 15 матчей и набрав восемь (3+5) очков. 28 октября 2022 года в результате обмена стал игроком «Сочи».

## Карьера в сборной
В декабре 2014 года вызывался в юниорскую сборную России до 17 лет, за которую провёл 4 матча и набрал 1 (0+1) очко. В 2017 году провёл 6 матчей и набрал 1 (0+1) очко за молодёжную сборную России.

## Достижения
- Участник кубка вызова МХЛ: 2018
- Лучший бомбардир плей-офф МХЛ: 2018